# Cernihiv
Cernihiv, uneori numit Cernigău (în ucraineană : Чернігів, în latina medievală: Czernihovia), este oraș regional aflat în regiunea Cernihiv, din Ucraina. Deși subordonat direct regiunii, orașul este și reședința raionului Cernihiv. În Evul Mediu, a fost capitala cnezatului Cernihiv.

## Demografie
Componența lingvistică a orașului Cernihiv
     Ucraineană (74,01%)
     Rusă (24,5%)
     Alte limbi (0,39%)
Conform recensământului din 2001, majoritatea populației orașului Cernihiv era vorbitoare de ucraineană (74,01%), existând în minoritate și vorbitori de rusă (24,5%).

## Localizare
Coordonate: 51°29'28" N, 31°17'55" E. Orașul este situat pe râul Desna, afluent pe stânga al Niprului.

## Galeria

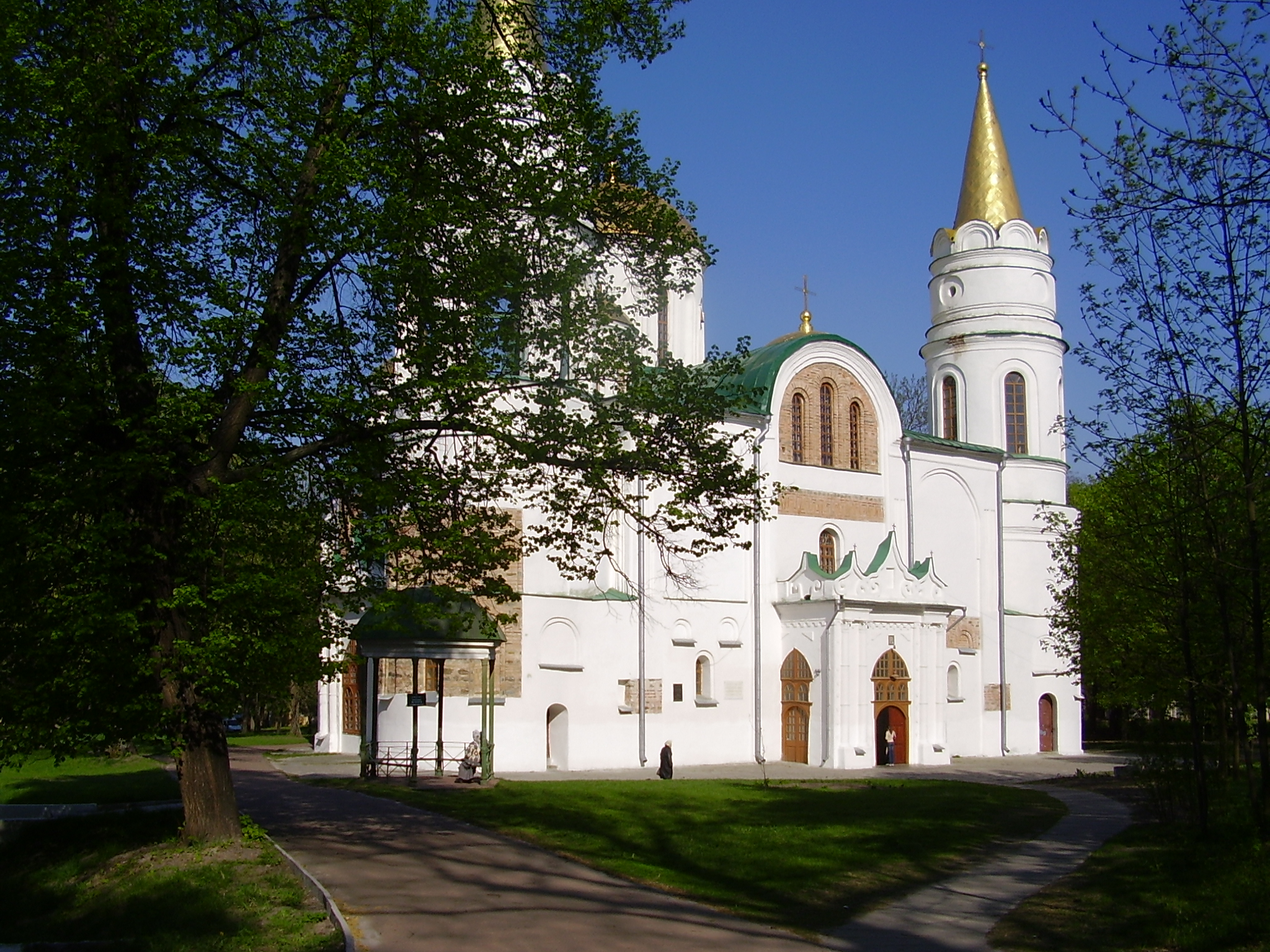
Catedrala "Spasopreobrajenski"
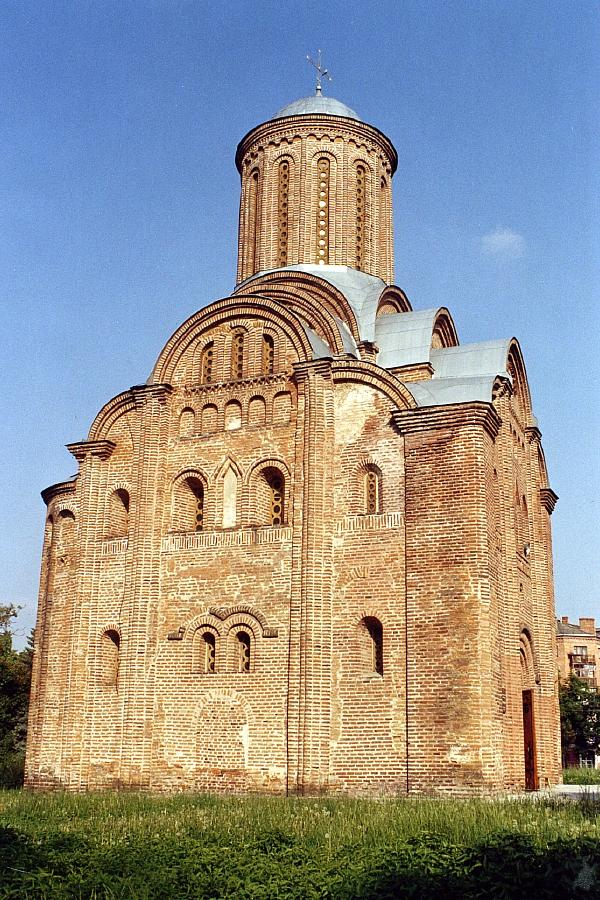
Biserica "Pyatnițka"
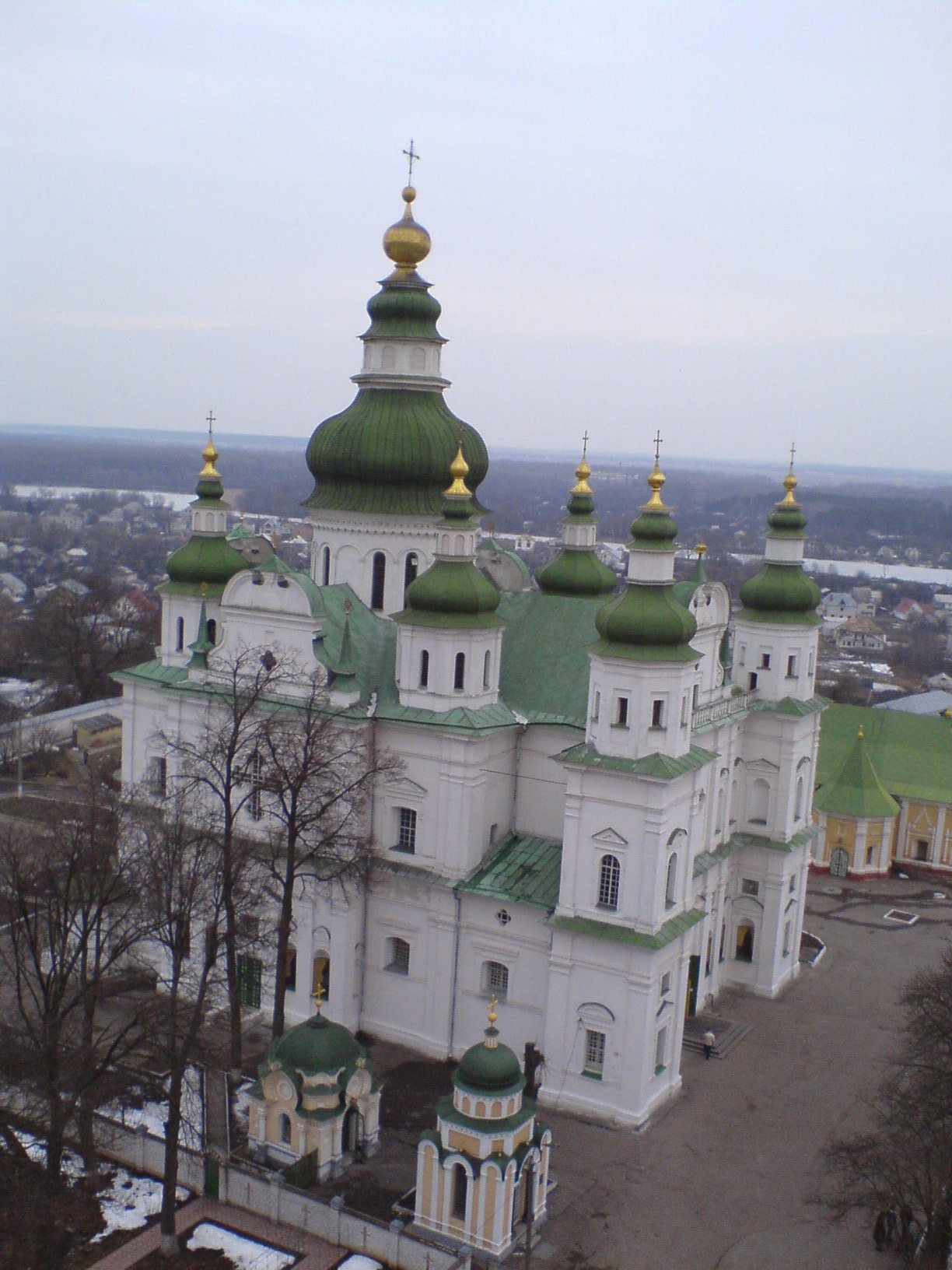
Mănăstirea "Elețki"
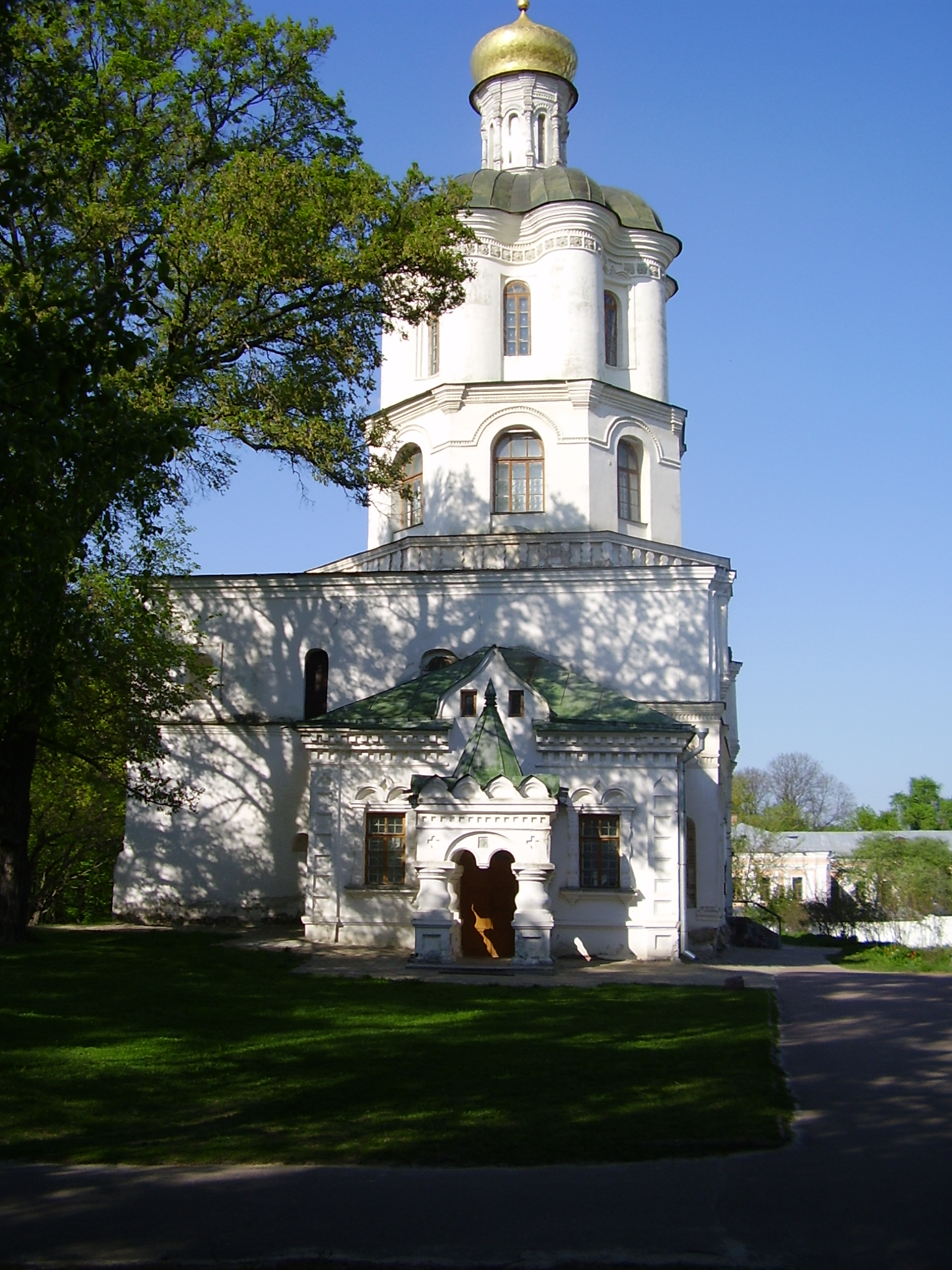
Collegium
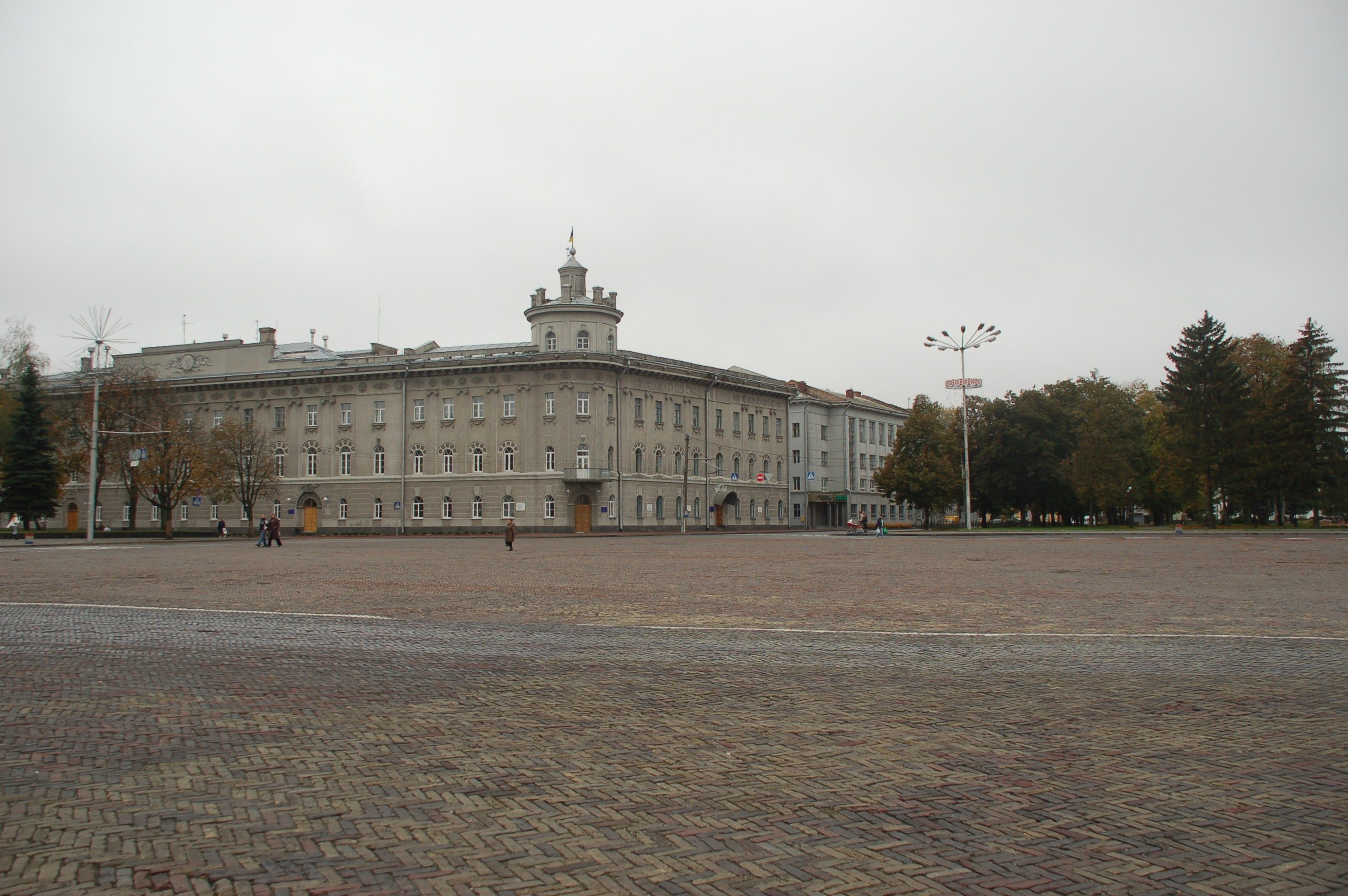
Piața
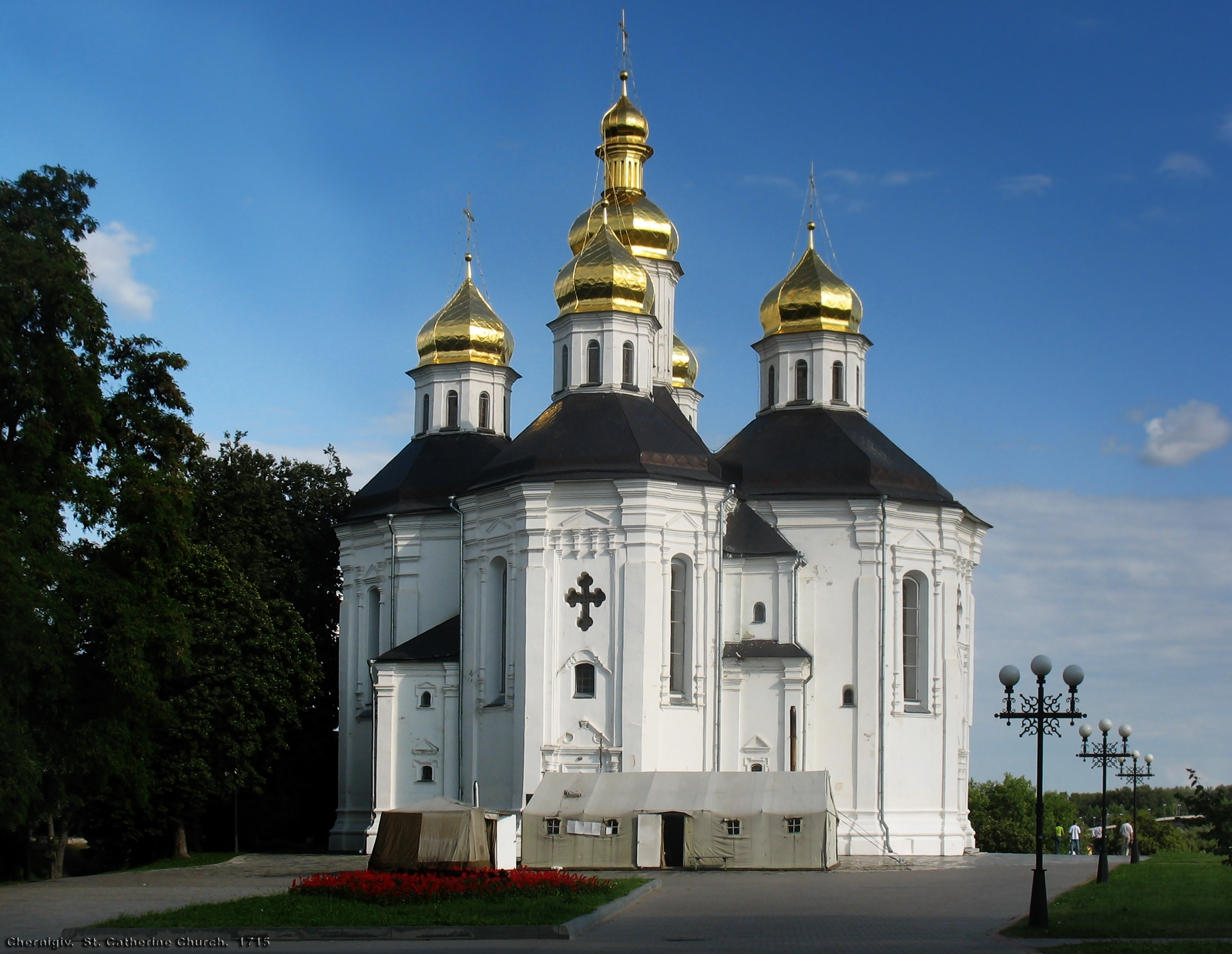
Biserica "Sf. Ecaterina"